# Walter Wittmann
Walter Wittmann (ur. 13 marca 1948 w Grazu,  zm. w czerwcu 2020) – austriacki szachista, mistrz międzynarodowy od 1981 roku.

## Kariera szachowa
Od połowy lat 70. do połowy lat 90. XX wieku należał do ścisłej czołówki austriackich szachistów. Pomiędzy 1976 a 1994 dziesięciokrotnie (w tym raz na I szachownicy) reprezentował narodowe barwy na szachowych olimpiadach. Był dwukrotnym (1989, 1992) uczestnikiem drużynowych mistrzostw Europy, jak również ośmiokrotnym (w latach 1979–1995; w tym 3 razy na I szachownicy) reprezentantem Austrii w drużynowych turniejach o Puchar Mitropa (ang. Mitropa Cup), zdobywając w 1985 w Aranđelovacu brązowy medal. Oprócz tego, w latach 1971, 1972 i 1974 trzykrotnie (za każdym razem na I szachownicy) uczestniczył w drużynowych mistrzostwach świata studentów.
Wielokrotnie startował w finałach indywidualnych mistrzostwach Austrii, zdobywając 7 medali: dwa srebrne (1985, 1987) oraz pięć brązowych (1975, 1979, 1981, 1983, 1989).
Odniósł kilka sukcesów w turniejach międzynarodowych, m.in. II m, w Reggio Emilii (1980/81, za Nilsem-Gustafem Renmanem) oraz dz. I m. w Oberwarcie (1998, wspólnie z Wiaczesławem Ejnhornem, Kostiantynem Łernerem, Nikolausem Stancem, Ognjenem Cvitanem i Zigurdsem Lanką).
Najwyższy ranking w karierze osiągnął 1 stycznia 1983, z wynikiem 2435 punktów zajmował wówczas 1. miejsce wśród austriackich szachistów.